# Новите ангели на Чарли
„Новите ангели на Чарли“ (на английски: Charlie's Angels) е американска екшън комедия от 2019 г., написан и режисиран от Елизабет Банкс, по сюжета на Евън Спилитопоулос и Дейвид Обърн. Участват Кристен Стюарт, Наоми Скот и Ела Балинска като новото поколение ангели, които работят за частна детективска агенция на име Townsend Agency. Филмът е третата част във филмовата поредица „Ангелите на Чарли“ и служи като продължение на историята, която започна с едноименния телевизионен сериал, създаден от Айвън Гоф и Бен Робъртс, и двата предишни филма – „Ангелите на Чарли“ (2000) и „Ангелите на Чарли: Газ до дупка“ (2003). Премиерата на филма е в Съединените щати на 15 ноември 2019 г. от „Сони Пикчърс Релийзинг“ със смесени отзиви.